# Kanada na Letních olympijských hrách 1968
Kanada se účastnila Letní olympiády 1968 v Mexiku. Zastupovalo ji 139 sportovců (111 mužů a 28 žen) ve 14 sportech.

## Medailisté
| Medaile | Jméno                                                           | Sport     | Soutěž                          |
| ------- | --------------------------------------------------------------- | --------- | ------------------------------- |
| Zlato   | Jim Day Thomas Gayford James Elder                              | Jezdectví | Parkurové skákání - družstva    |
| Stříbro | Elaine Tanner                                                   | Plavání   | Ženy 100 m znak                 |
| Stříbro | Elaine Tanner                                                   | Plavání   | Ženy 200 m znak                 |
| Stříbro | Ralph Hutton                                                    | Plavání   | Men's 400 m volný styl          |
| Bronz   | Angela Coughlan Marilyn Corson-Whitney Elaine Tanner Marion Lay | Plavání   | Ženy štafeta 4×100 m volný styl |